# Los juegos del hambre: amanecer en la cosecha
Los juegos del hambre: amanecer en la cosecha (título original en inglés: The Hunger Games: Sunrise on the Reaping) es una próxima película de acción de ciencia ficción estadounidense dirigida por Francis Lawrence a partir de un guion de Billy Ray, basada en la novela de 2025 Amanecer en la cosecha de Suzanne Collins. Tiene previsto su estreno en cines el 20 de noviembre de 2026.
Será la sexta entrega de la serie de películas Los juegos del hambre, que sirve como precuela de Los juegos del hambre (2012). La trama se desarrollará cuarenta años después de Balada de pájaros cantores y serpientes y veinticuatro años antes de los acontecimientos de «Los juegos del hambre»; y retratará Panem y su segundo Vasallaje de los Veinticinco.

## Reparto
Tributos
- Joseph Zada como Haymitch Abernathy[1]
- Mckenna Grace como Maysilee Donner[2]
- Ben Wang como Wyatt Callow[3]
- Molly McCann como Louella McCoy
- Iona Bell como Lou Lou[4]
- Percy Daggs IV como Ampert Latier
- Rada Rae como Wellie
- Jhaleil Swaby como Panache Barke
- Laura Marcus como Silka Sharp
- Capitolio
- Ralph Fiennes como President Snow[5]
- Jesse Plemons como Plutarch Heavensbee[6]
- Elle Fanning como Effie Trinket[7]
- Kieran Culkin como Caesar Flickerman
- Glenn Close como Drusilla Sickle
- Billy Porter como Magno Stift[8]
- Mentores
- Maya Hawke como Wiress[9]
- Lili Taylor como Mags Flanagan[9]
- Kelvin Harrison Jr. como Beetee Latier[9]
- Habitantes del Distrito 12
- Smylie Bradwell como Sid Abernathy
- Whitney Peak como Lenore Dove Baird
- Jeffrey Hallman como Clerk Carmine
- Kara Tointon como Willamae Abernarhy
- Serafin Mishiev como Woodbine Change

## Producción
En junio de 2024, tras el anuncio de la nueva novela, Amanecer en la cosecha por Suzanne Collins, Lionsgate confirmó oficialmente sus planes para una adaptación cinematográfica. Francis Lawrence inició las negociaciones para dirigir la película. El estreno de la película está previsto para el 20 de noviembre de 2026.
La preproducción comenzó a inicios de julio de 2025. El rodaje comenzó el 21 de julio existiéndose hasta el 6 de agosto en Somiedo, Asturias, España.